# Equinox (gruppo musicale)
Gli Equinox, talvolta stilizzati come EQUINOX, sono un gruppo musicale bulgaro-statunitense formatosi nel 2018.
Hanno rappresentato la Bulgaria all'Eurovision Song Contest 2018 con il brano Bones, classificandosi quattordicesimi con 166 punti.

## Storia
L'11 marzo 2018, è stato confermato che l'ente radiotelevisivo bulgaro BNT ha comunicato di aver selezionato il gruppo come rappresentante della Bulgaria all'Eurovision Song Contest 2018 a Lisbona. Il brano con cui hanno rappresentato la Bulgaria all'Eurovision Song Contest, Bones, è stato pubblicato il 12 marzo 2018.
Il gruppo si è esibito nella prima semifinale della manifestazione, ottenendo la qualificazione alla finale, classificandosi settimi con 177 punti. Durante la serata finale, tenutasi il 12 maggio 2018, gli Equinox si sono classificati al quattordicesimo posto con 166 punti.

## Formazione
- Zhana Bergendorff - voce
- Georgi Simeonov - voce
- Vladimir Mihailov - voce
- Johnny Manuel - voce
- Trey Campbell - voce

## Discografia

### Singoli
- 2018 - Bones